# 5e étape du Tour de France 1998
Pour un article plus général, voir Tour de France 1998.
La cinquième étape du Tour de France a eu lieu le 16 juillet 1998 entre Cholet et Châteauroux avec 228,5 km de course sur un parcours plat.

## Récit
Mario Cipollini s'impose enfin au sprint après de nombreuses déconvenues lors des étapes précédentes. Stuart O'Grady conserve le Maillot jaune. L'étape a été animée par une longue échappée de 3 coureurs : Thierry Gouvenou, Aart Vierhouten et Fabio Roscioli.

## Classement de l'étape
| \| Classement de l'étape \| Classement de l'étape \| Classement de l'étape \| Classement de l'étape \| Classement de l'étape \| \| Coureur \| Coureur \| Pays \| Équipe \| Temps \| \| --------------------- \| --------------------- \| --------------------- \| ------------------------------- \| --------------------- \| \| 1er \| Mario Cipollini \| Italie \| Saeco-Cannondale \| 5 h 18 min 49 s \| \| 2e \| Erik Zabel \| Allemagne \| Deutsche Telekom \| + 0 s \| \| 3e \| Christophe Mengin \| France \| La Française des jeux \| + 0 s \| \| 4e \| Andrea Ferrigato \| Italie \| Vitalicio Seguros \| + 0 s \| \| 5e \| Philippe Gaumont \| France \| Cofidis-Le Crédit par Téléphone \| + 0 s \| \| 6e \| Robbie McEwen \| Australie \| Rabobank \| + 0 s \| \| 7e \| George Hincapie \| États-Unis \| US Postal Service \| + 0 s \| \| 8e \| Fabrizio Guidi \| Italie \| Polti \| + 0 s \| \| 9e \| Frédéric Moncassin \| France \| Gan \| + 0 s \| \| 10e \| Alessio Bongioni \| Italie \| Asics-CGA \| + 0 s \| |                    |            |                                 |                 |
| |                    |            |                                 |                 |
| |                    |            |                                 |                 |
| Classement de l'étape |                    |            |                                 |                 |
| Coureur | Coureur            | Pays       | Équipe                          | Temps           |
| 1er | Mario Cipollini    | Italie     | Saeco-Cannondale                | 5 h 18 min 49 s |
| 2e | Erik Zabel         | Allemagne  | Deutsche Telekom                | + 0 s           |
| 3e | Christophe Mengin  | France     | La Française des jeux           | + 0 s           |
| 4e | Andrea Ferrigato   | Italie     | Vitalicio Seguros               | + 0 s           |
| 5e | Philippe Gaumont   | France     | Cofidis-Le Crédit par Téléphone | + 0 s           |
| 6e | Robbie McEwen      | Australie  | Rabobank                        | + 0 s           |
| 7e | George Hincapie    | États-Unis | US Postal Service               | + 0 s           |
| 8e | Fabrizio Guidi     | Italie     | Polti                           | + 0 s           |
| 9e | Frédéric Moncassin | France     | Gan                             | + 0 s           |
| 10e | Alessio Bongioni   | Italie     | Asics-CGA                       | + 0 s           |

## Classement général
Peu de changement au classement général à l'issue de cette étape de plaine. L'Australien Stuart O'Grady (Gan) conserve le maillot jaune de leader du classement général. Il devance maintenant l'Américain George Hincapie (US Postal Service) qui bénéficie des secondes de bonifications glanées en cours d'étape pour revenir à sept secondes du leader. Le Danois Bo Hamburger (Casino) se retrouve lui troisième, toujours à onze secondes du leader.
| \| Classement général \| Classement général \| Classement général \| Classement général \| Classement général \| \| Coureur \| Coureur \| Pays \| Équipe \| Temps \| \| ------------------ \| -------------------------- \| ------------------ \| --------------------- \| ------------------ \| \| 1er \| Stuart O'Grady \| Australie \| Gan \| 25 h 02 min 38 s \| \| 2e \| George Hincapie \| États-Unis \| US Postal Service \| + 7 s \| \| 3e \| Bo Hamburger \| Danemark \| Casino \| + 11 s \| \| 4e \| Jens Heppner \| Allemagne \| Deutsche Telekom \| + 14 s \| \| 5e \| Xavier Jan \| France \| La Française des jeux \| + 32 s \| \| 6e \| Pascal Hervé \| France \| Festina-Lotus \| + 33 s \| \| 7e \| José Vicente García Acosta \| Espagne \| Banesto \| + 34 s \| \| 8e \| Pascal Chanteur \| France \| Casino \| + 39 s \| \| 9e \| Erik Zabel \| Allemagne \| Deutsche Telekom \| + 45 s \| \| 10e \| Francisco Cabello \| Espagne \| Kelme-Costa Blanca \| + 58 s \| |                            |            |                       |                  |
| |                            |            |                       |                  |
| |                            |            |                       |                  |
| Classement général |                            |            |                       |                  |
| Coureur | Coureur                    | Pays       | Équipe                | Temps            |
| 1er | Stuart O'Grady             | Australie  | Gan                   | 25 h 02 min 38 s |
| 2e | George Hincapie            | États-Unis | US Postal Service     | + 7 s            |
| 3e | Bo Hamburger               | Danemark   | Casino                | + 11 s           |
| 4e | Jens Heppner               | Allemagne  | Deutsche Telekom      | + 14 s           |
| 5e | Xavier Jan                 | France     | La Française des jeux | + 32 s           |
| 6e | Pascal Hervé               | France     | Festina-Lotus         | + 33 s           |
| 7e | José Vicente García Acosta | Espagne    | Banesto               | + 34 s           |
| 8e | Pascal Chanteur            | France     | Casino                | + 39 s           |
| 9e | Erik Zabel                 | Allemagne  | Deutsche Telekom      | + 45 s           |
| 10e | Francisco Cabello          | Espagne    | Kelme-Costa Blanca    | + 58 s           |

## Classements annexes
| Classement par points | Classement par points | Classement par points | Classement par points | Classement par points |
| Coureur               | Coureur               | Pays                  | Équipe                | Points                |
| --------------------- | --------------------- | --------------------- | --------------------- | --------------------- |
| 1er                   | Erik Zabel            | Allemagne             | Deutsche Telekom      | 125 pts               |
| 2e                    | Ján Svorada           | Tchéquie              | Mapei-Bricobi         | 105 pts               |
| 3e                    | Frédéric Moncassin    | France                | Gan                   | 102 pts               |
| 4e                    | Tom Steels            | Belgique              | Mapei-Bricobi         | 87 pts                |
| 5e                    | Robbie McEwen         | Australie             | Rabobank              | 86 pts                |

| Classement par points | Classement par points | Classement par points | Classement par points | Classement par points |
| Coureur               | Coureur               | Pays                  | Équipe                | Points                |
| --------------------- | --------------------- | --------------------- | --------------------- | --------------------- |
| 1er                   | Erik Zabel            | Allemagne             | Deutsche Telekom      | 125 pts               |
| 2e                    | Ján Svorada           | Tchéquie              | Mapei-Bricobi         | 105 pts               |
| 3e                    | Frédéric Moncassin    | France                | Gan                   | 102 pts               |
| 4e                    | Tom Steels            | Belgique              | Mapei-Bricobi         | 87 pts                |
| 5e                    | Robbie McEwen         | Australie             | Rabobank              | 86 pts                |

| Classement de la montagne | Classement de la montagne | Classement de la montagne | Classement de la montagne | Classement de la montagne |
| Coureur                   | Coureur                   | Pays                      | Équipe                    | Points                    |
| ------------------------- | ------------------------- | ------------------------- | ------------------------- | ------------------------- |
| 1er                       | Pascal Hervé              | France                    | Festina-Lotus             | 34 pts                    |
| 2e                        | Stefano Zanini            | Italie                    | Mapei-Bricobi             | 16 pts                    |
| 3e                        | Jens Voigt                | Allemagne                 | Gan                       | 10 pts                    |
| 4e                        | Bo Hamburger              | Danemark                  | Casino                    | 7 pts                     |
| 5e                        | Christophe Agnolutto      | France                    | Casino                    | 7 pts                     |

| Classement de la montagne | Classement de la montagne | Classement de la montagne | Classement de la montagne | Classement de la montagne |
| Coureur                   | Coureur                   | Pays                      | Équipe                    | Points                    |
| ------------------------- | ------------------------- | ------------------------- | ------------------------- | ------------------------- |
| 1er                       | Pascal Hervé              | France                    | Festina-Lotus             | 34 pts                    |
| 2e                        | Stefano Zanini            | Italie                    | Mapei-Bricobi             | 16 pts                    |
| 3e                        | Jens Voigt                | Allemagne                 | Gan                       | 10 pts                    |
| 4e                        | Bo Hamburger              | Danemark                  | Casino                    | 7 pts                     |
| 5e                        | Christophe Agnolutto      | France                    | Casino                    | 7 pts                     |

| Classement du meilleur jeune | Classement du meilleur jeune | Classement du meilleur jeune | Classement du meilleur jeune    | Classement du meilleur jeune |
| Coureur                      | Coureur                      | Pays                         | Équipe                          | Temps                        |
| ---------------------------- | ---------------------------- | ---------------------------- | ------------------------------- | ---------------------------- |
| 1er                          | Stuart O'Grady               | Australie                    | Gan                             | 25 h 02 min 38 s             |
| 2e                           | George Hincapie              | États-Unis                   | US Postal Service               | + 7 s                        |
| 3e                           | Jan Ullrich                  | Allemagne                    | Deutsche Telekom                | + 1 min 22 s                 |
| 4e                           | Giuseppe Di Grande           | Italie                       | Mapei-Bricobi                   | + 1 min 30 s                 |
| 5e                           | Philippe Gaumont             | France                       | Cofidis-Le Crédit par Téléphone | + 1 min 37 s                 |

| Classement du meilleur jeune | Classement du meilleur jeune | Classement du meilleur jeune | Classement du meilleur jeune    | Classement du meilleur jeune |
| Coureur                      | Coureur                      | Pays                         | Équipe                          | Temps                        |
| ---------------------------- | ---------------------------- | ---------------------------- | ------------------------------- | ---------------------------- |
| 1er                          | Stuart O'Grady               | Australie                    | Gan                             | 25 h 02 min 38 s             |
| 2e                           | George Hincapie              | États-Unis                   | US Postal Service               | + 7 s                        |
| 3e                           | Jan Ullrich                  | Allemagne                    | Deutsche Telekom                | + 1 min 22 s                 |
| 4e                           | Giuseppe Di Grande           | Italie                       | Mapei-Bricobi                   | + 1 min 30 s                 |
| 5e                           | Philippe Gaumont             | France                       | Cofidis-Le Crédit par Téléphone | + 1 min 37 s                 |

| Classement par équipes | Classement par équipes | Classement par équipes | Classement par équipes |
| Équipe                 | Équipe                 | Pays                   | Temps                  |
| ---------------------- | ---------------------- | ---------------------- | ---------------------- |
| 1re                    | Casino                 | France                 | 75 h 09 min 26 s       |
| 2e                     | Gan                    | France                 | + 31 s                 |
| 3e                     | Festina-Lotus          | France                 | + 32 s                 |
| 4e                     | Deutsche Telekom       | Allemagne              | + 38 s                 |
| 5e                     | US Postal Service      | États-Unis             | + 49 s                 |

| Classement par équipes | Classement par équipes | Classement par équipes | Classement par équipes |
| Équipe                 | Équipe                 | Pays                   | Temps                  |
| ---------------------- | ---------------------- | ---------------------- | ---------------------- |
| 1re                    | Casino                 | France                 | 75 h 09 min 26 s       |
| 2e                     | Gan                    | France                 | + 31 s                 |
| 3e                     | Festina-Lotus          | France                 | + 32 s                 |
| 4e                     | Deutsche Telekom       | Allemagne              | + 38 s                 |
| 5e                     | US Postal Service      | États-Unis             | + 49 s                 |

## Abandons
Francisco Tomás García (abandon)